# Коруадус (Сан-Паулу)
Коруадус (порт. Coroados) — муниципалитет в Бразилии, входит в штат Сан-Паулу. Составная часть мезорегиона Арасатуба. Входит в экономико-статистический микрорегион Биригуи. Население составляет 4702 человека на 2006 год. Занимает площадь 246,544 км². Плотность населения — 19,1 чел./км².

## История
Город основан 30 декабря 1932 года.

## Статистика
- Валовой внутренний продукт на 2003 составляет 55.766.472,00 реалов (данные: Бразильский институт географии и статистики).
- Валовой внутренний продукт на душу населения на 2003 составляет 12.200,06 реалов (данные: Бразильский институт географии и статистики).
- Индекс развития человеческого потенциала на 2000 составляет 0,802 (данные: Программа развития ООН).